# Nincs több suli
A Nincs több suli (eredeti cím: Recess: School's Out) 2001-ben bemutatott amerikai 2D-s számítógépes animációs film, amely a Szünet című animációs tévéfilmsorozat alapján készült. Az animációs játékfilm rendezője Chuck Sheetz, producerei Joe Ansolabehere, Paul Germain, Szuzuki Tosio és Stephen Swofford. A forgatókönyvet Joe Ansolabehere, Jonathan Greenberg és Paul Germain írta, a zenéjét Denis M. Hannigan szerezte. A mozifilm Walt Disney Pictures és a Walt Disney Television Animation gyártásában készült, a Buena Vista Pictures forgalmazásában jelent meg. Műfaja filmvígjáték.
Amerikában 2001. február 16-án, Magyarországon 2001. június 7-én mutatták be a mozikban.

## Szereplők
| Szereplő                     | Eredeti hang                             | Magyar hang                        |
| ---------------------------- | ---------------------------------------- | ---------------------------------- |
| T.J. Detweiler               | Andrew Lawrence Randy Crenshaw (ének)    | Stukovszky Tamás                   |
| Vince LaSalle                | Rickey D’Shon Collins                    | Bíró Attila                        |
| Ashley Spinelli              | Pamela Adlon                             | Mánya Zsófi                        |
| Gretchen Grundler            | Ashley Johnson                           | Csuha Bori                         |
| Mikey Blumberg               | Jason Davis Robert Goulet (ének)         | Hám Bertalan Szolnoki Péter (ének) |
| Gus Griswald                 | Courtland Mead Blake McIver Ewing (ének) | Radics Gergely                     |
| Mufurc igazgató              | Dabney Coleman                           | Harsányi Gábor                     |
| Dr. Philliam 'Phil' Benedict | James Woods                              | Kulka János                        |
| Fenwick                      | Peter MacNicol                           | Crespo Rodrigo                     |
| Becky Detweiller             | Melissa Joan                             | Farkasházi Réka                    |
| Miss Muriel P. Finster       | April Winchell                           | Győri Ilona                        |
| Mrs. Detweiller              | April Winchell                           | Andresz Kati                       |
| Randall Weems                | Ryan O’Donohue                           | Czető Roland                       |
| Digger Dave                  | Ryan O’Donohue                           | Katona Zoltán                      |
| Kloogie edző                 | Paul Willson                             | Rékai Nándor                       |
| Mr. Detweiler                | Paul Willson                             | Rosta Sándor                       |
| Miss Grotkey                 | Allyce Beasley                           | Braun Rita                         |
| Mr. Yamashiro                | Clyde Kusatsu                            | Kapácsy Miklós                     |
| O'Malley ezredes             | R. Lee Ermey                             | Vizy György                        |
| Dr. Lazenby                  | Ron Glass                                | Fazekas István                     |
| Dr. Rosenthal                | Tony Jay                                 | Móni Ottó                          |
| Dr. Steinheimer              | Tress MacNeille                          | F. Nagy Erika                      |
| Irma néni                    | Tress MacNeille                          | Koffler Gizi                       |
| Operaigazgató                | Tress MacNeille                          | Illyés Mari                        |
| Harriet néni                 | Andrea Martin                            | Illyés Mari                        |
| Mort Chalk                   | Charles Kimbrough                        | Imre István                        |
| Őr #1                        | Diedrich Bader                           | Imre István                        |
| Őr #2                        | Dan Castellaneta                         | Papucsek Vilmos                    |
| Brad kapitány                | Erik von Detten                          | Minárovits Péter                   |
| Sticky kapitány              | Elizabeth Daily                          | Baradlay Viktor                    |
| Digger Sam                   | Klee Bragger                             | Szokol Péter                       |
| Bob király                   | Toran Caudell                            | Kékesi László                      |
| Francis, a Hustler-es srác   | Michael Shulman                          | Kováts Dániel                      |
| Jordan                       | Patrick Renna                            | Szilvási Dani                      |
| Felfordított lány            | Francesca Smith                          | Györfi Laura                       |
| Ashley A                     | Anndi McAfee                             | Orgován Emese                      |
| Ashley B                     | Francesca Smith                          | Fényes Erika                       |
| Ashley Q                     | Rachel Crane                             | Véghely Anita                      |
| Kopasz fickó                 | Clancy Brown                             | Bácskai János                      |
| Rendőr #1                    | Nicholas Turturro                        | Rudas István                       |
| Rendőr #2                    | Kevin Michael Richardson                 | Gesztesi Károly                    |
| Technikus                    | Gregg Berger                             | Forró István                       |
| Technikus                    | Ron Glass                                | Varga T. József                    |
| Golfozó #1                   | Jack Riley                               | Pethes Csaba                       |
| Tudós                        | Phil Proctor                             | Pethes Csaba                       |
| Golfozó #2                   | Phil Proctor                             | Kajtár Róbert                      |
| Edző                         | Ken Swofford                             | Simon Aladár                       |
| Jogtanácsos                  | Kath Soucie                              | Nagy Ilona                         |
| Tanfelügyelő                 | Robert Stack                             | Holl János                         |
| Technikus                    | Mark Robert Myers                        | Honti Molnár Gábor                 |

További magyar hangok: Györfi Anna, Kern Anita, Kern Mónika, Lugosi Dániel, Lugosi Domonkos

## Szinkronstábok
| Magyar változat munkatársai | Magyar változat munkatársai |
| --------------------------- | --------------------------- |
| Magyar szöveg               | Pataricza Eszter            |
| Hangmérnök                  | Márkus Tamás                |
| Rendezőasszisztens          | Molnár Dóra                 |
| Vágó                        | Kajdácsi Brigitta           |
| Gyártásvezető               | Fehér József                |
| Zenei rendező               | Oroszlán Gábor              |
| Szinkronrendező             | Csörögi István              |
| Művészeti vezető            | Haber Andrea                |
| Szinkronstúdió              | Mafilm Audio Kft.           |
| Forgalmazó                  | InterCom Zrt.               |

## Betétdalok

### Eredeti változatban
- Dancing in the Street
- Born to Be Wild
- One
- Incense and Peppermints
- Wipe Out
- Nobody But Me
- Aquarius / Let the Sunshine In
- Green Tambourine
- Recess Suite
- Dancing in the Street

### Magyar változatban
| Magyar          | Magyar         | Angol            | Angol         |
| Dal             | Előadó         | Dal              | Előadó        |
| --------------- | -------------- | ---------------- | ------------- |
| A zöld tamburin | Szolnoki Péter | Green Tambourine | Robert Goulet |

## Televíziós megjelenések
HBO, Disney Channel 